# Union (condado de Rock, Wisconsin)
Union es un pueblo ubicado en el condado de Rock en el estado estadounidense de Wisconsin. En el Censo de 2010 tenía una población de 2099 habitantes y una densidad poblacional de 24,5 personas por km².

## Geografía
Union se encuentra ubicado en las coordenadas 42°48′24″N 89°18′33″O / 42.80667, -89.30917. Según la Oficina del Censo de los Estados Unidos, Union tiene una superficie total de 85.67 km², de la cual 85.45 km² corresponden a tierra firme y (0.25%) 0.22 km² es agua.

## Demografía
Según el censo de 2010, había 2099 personas residiendo en Union. La densidad de población era de 24,5 hab./km². De los 2099 habitantes, Union estaba compuesto por el 98.05% blancos, el 0.29% eran afroamericanos, el 0.38% eran amerindios, el 0.19% eran asiáticos, el 0% eran isleños del Pacífico, el 0.48% eran de otras razas y el 0.62% pertenecían a dos o más razas. Del total de la población el 3.05% eran hispanos o latinos de cualquier raza.